# Hoikankannansaari
Hoikankannansaari är en ö i Finland. Den ligger i sjön Kiitämä och i kommunen Kuusamo i den ekonomiska regionen  Koillismaa ekonomiska region  och landskapet Norra Österbotten, i den nordöstra delen av landet, 700 km norr om huvudstaden Helsingfors. Öns area är 0,6 hektar och dess största längd är 180 meter i öst-västlig riktning.